# Walter de'Silva

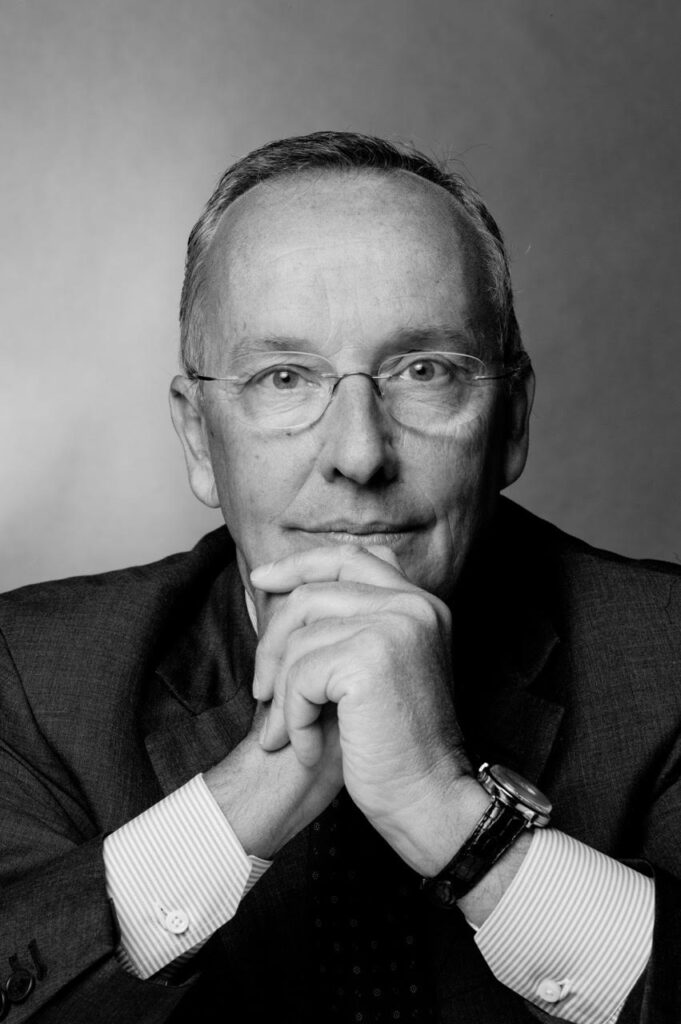
Walter de'Silva

Walter Maria de’Silva (Lecco, 27 februari 1951) is een Italiaanse ontwerper. In 1972 werkte hij voor het eerst als ontwerper voor het Fiat Design Center. Drie jaar later koos hij voor interieurdesign bij de R. Bonetto studio in Milaan. Tussen 1979 en 1986 was hij Hoofd Industrieel Ontwerp en Autodesign. Hij werkte aan een aantal projecten mee van grote bedrijven uit de autosector. In 1986 besloot hij dan ook weer auto’s te gaan tekenen voor een autofabrikant. Bij Alfa Romeo werd hij de verantwoordelijke voor het Alfa Romeo Design Center in Milaan en werd er in 1994 directeur. Hij had toen al veel prijzen gewonnen. Zijn belangrijkste  ontwerp is de Alfa Romeo 156 uit 1997. In 1999 verhuisde hij naar het design center van Seat waar hij onder meer de León, Toledo en Altea tekende. Sinds 2002 ontwerpt hij voor alle merken uit de sportieve tak van de Volkswagen Group namelijk Audi, Lamborghini en Seat.

## Audi
Een Italiaanse ontwerper voor een merk dat prat gaat op de zuivere lijnen is vrij ongebruikelijk. De’Silva heeft daarom de opdracht het roer niet helemaal om te gooien. Het is zijn taak meer emotie en opwinding in het design van Audi te brengen. Onder meer de A3, A4, A5, A6 en Q7 zijn van zijn hand.

## Ontwerpen

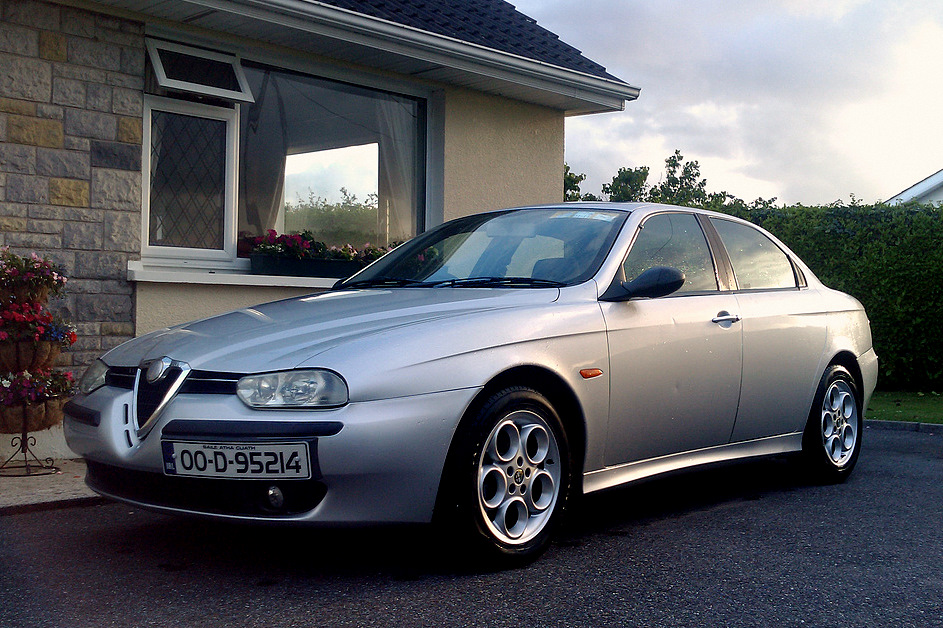
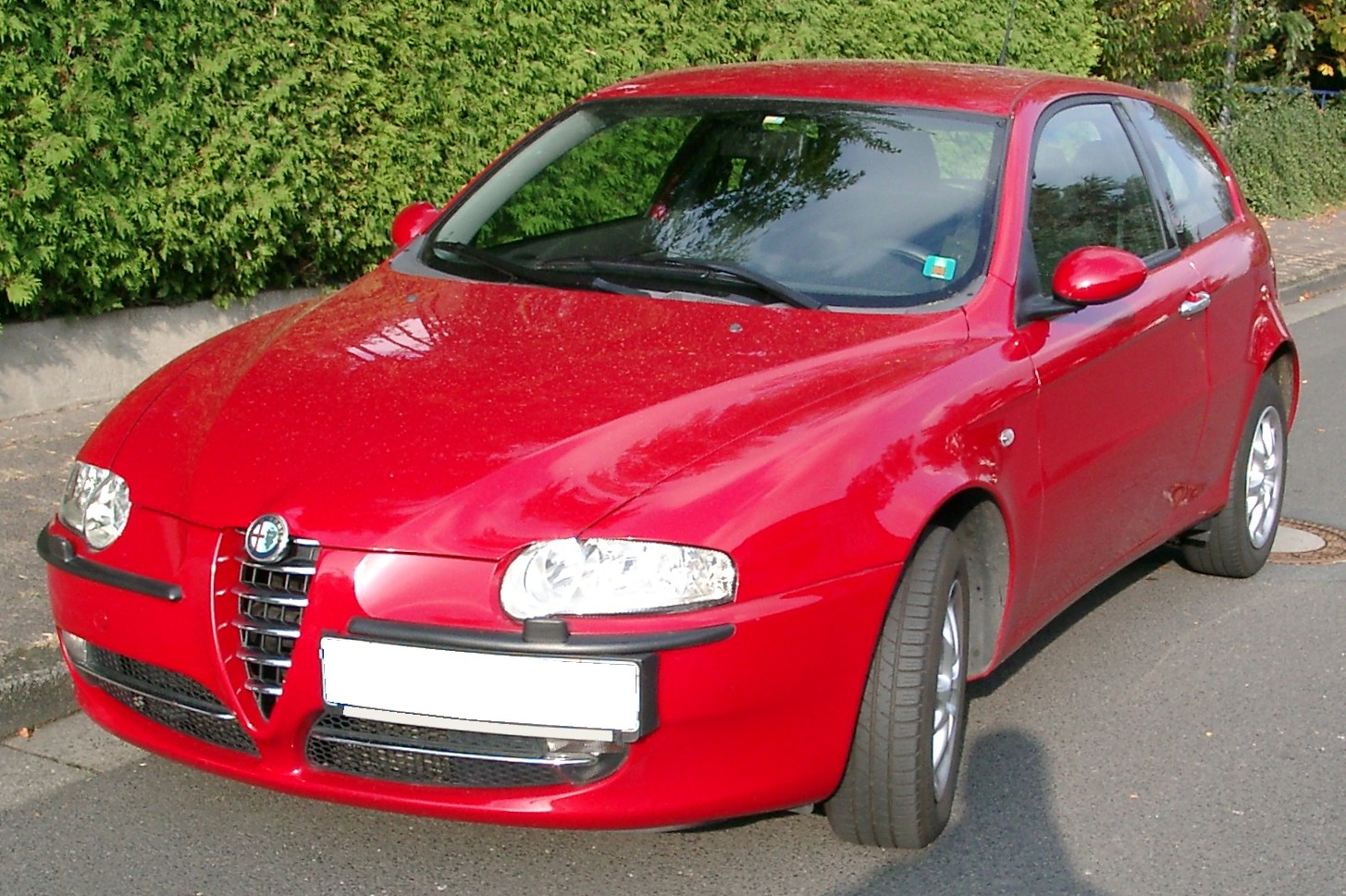
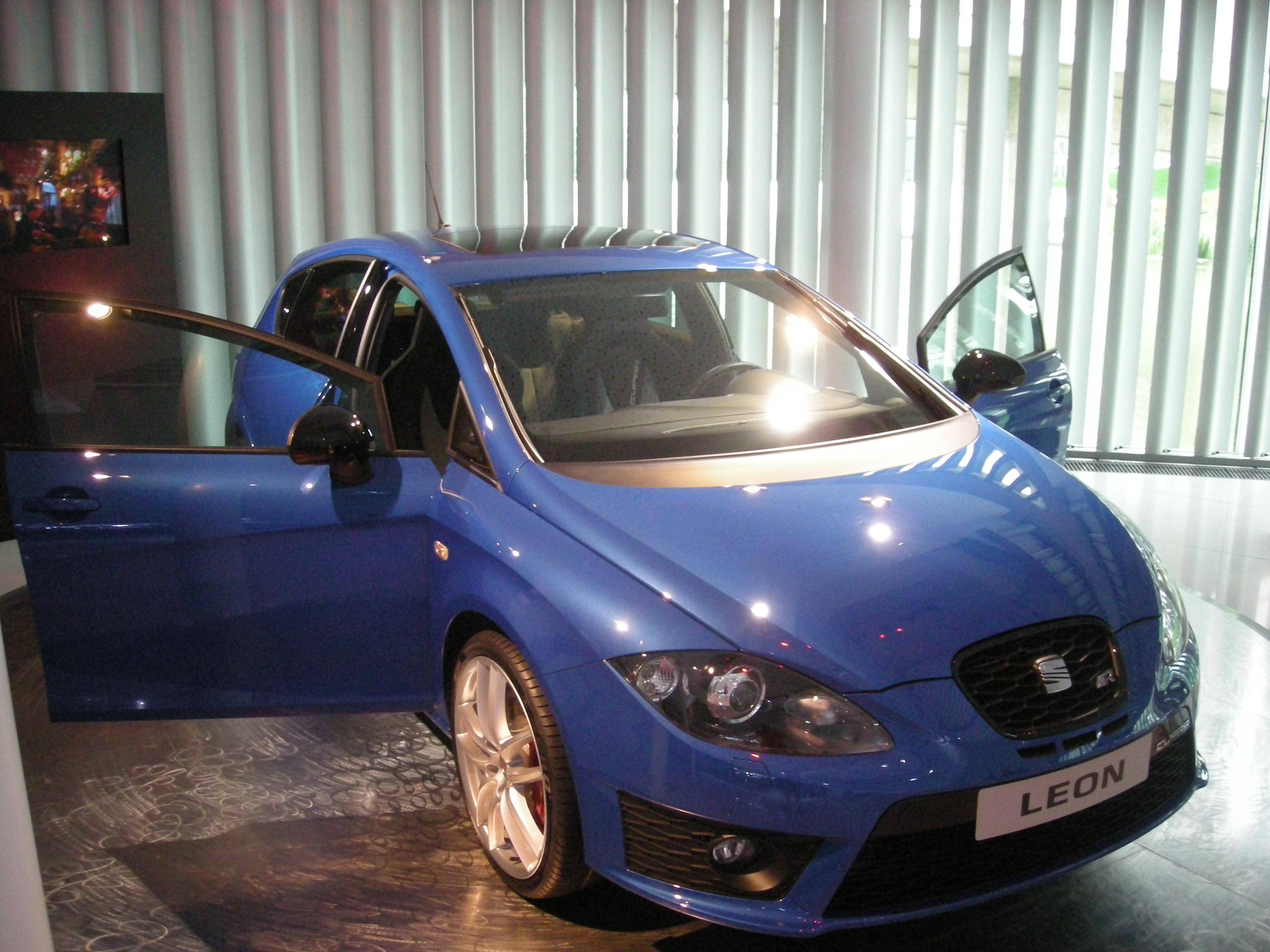
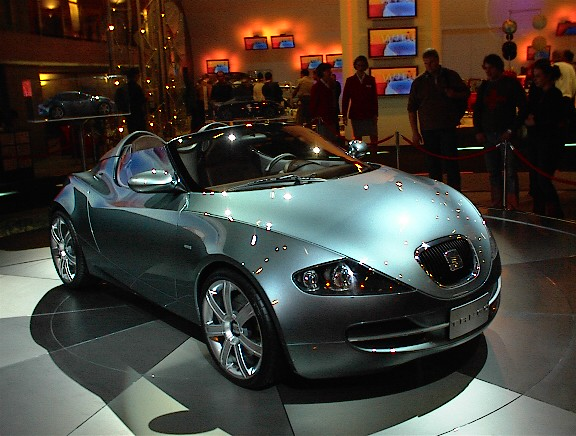
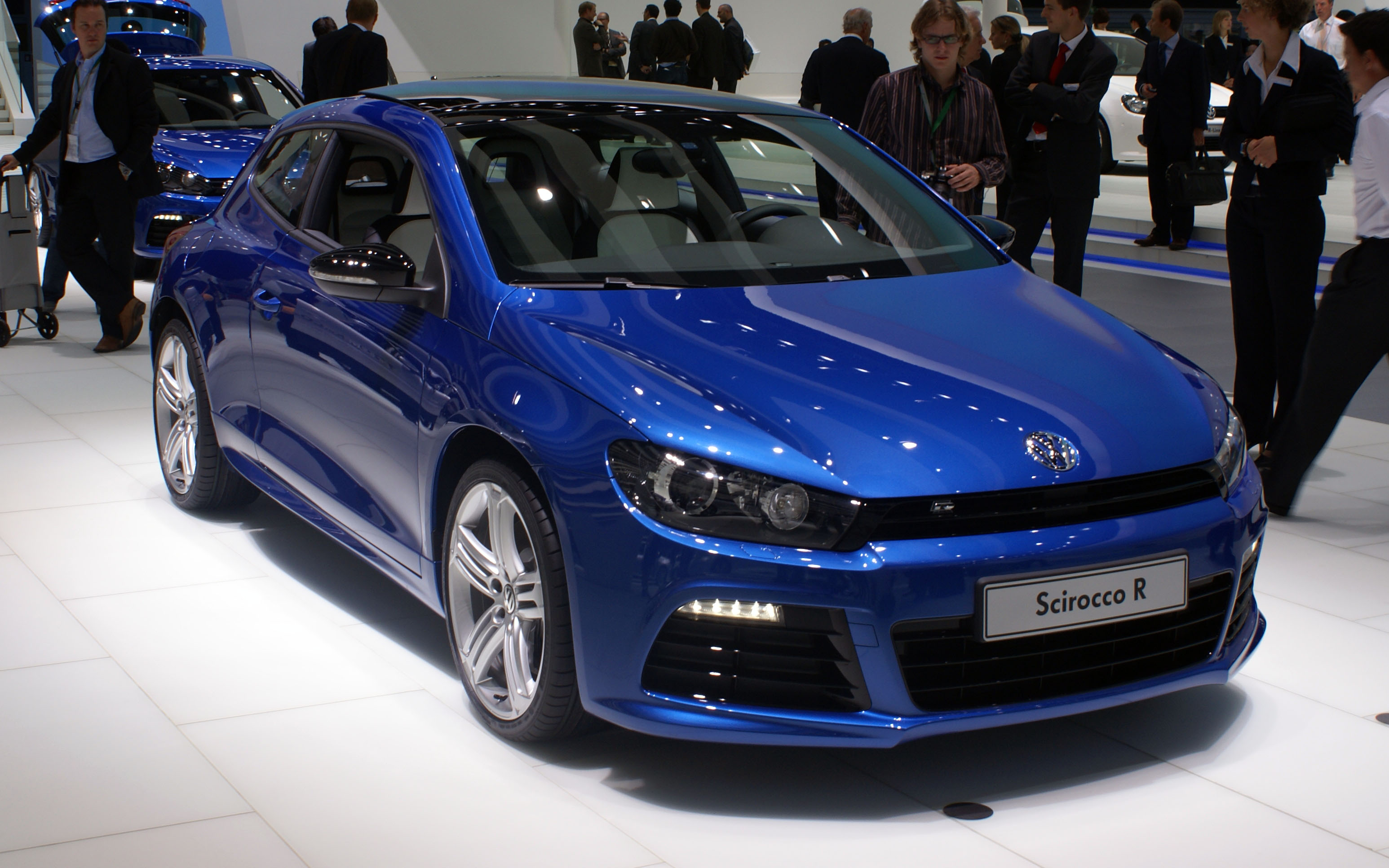
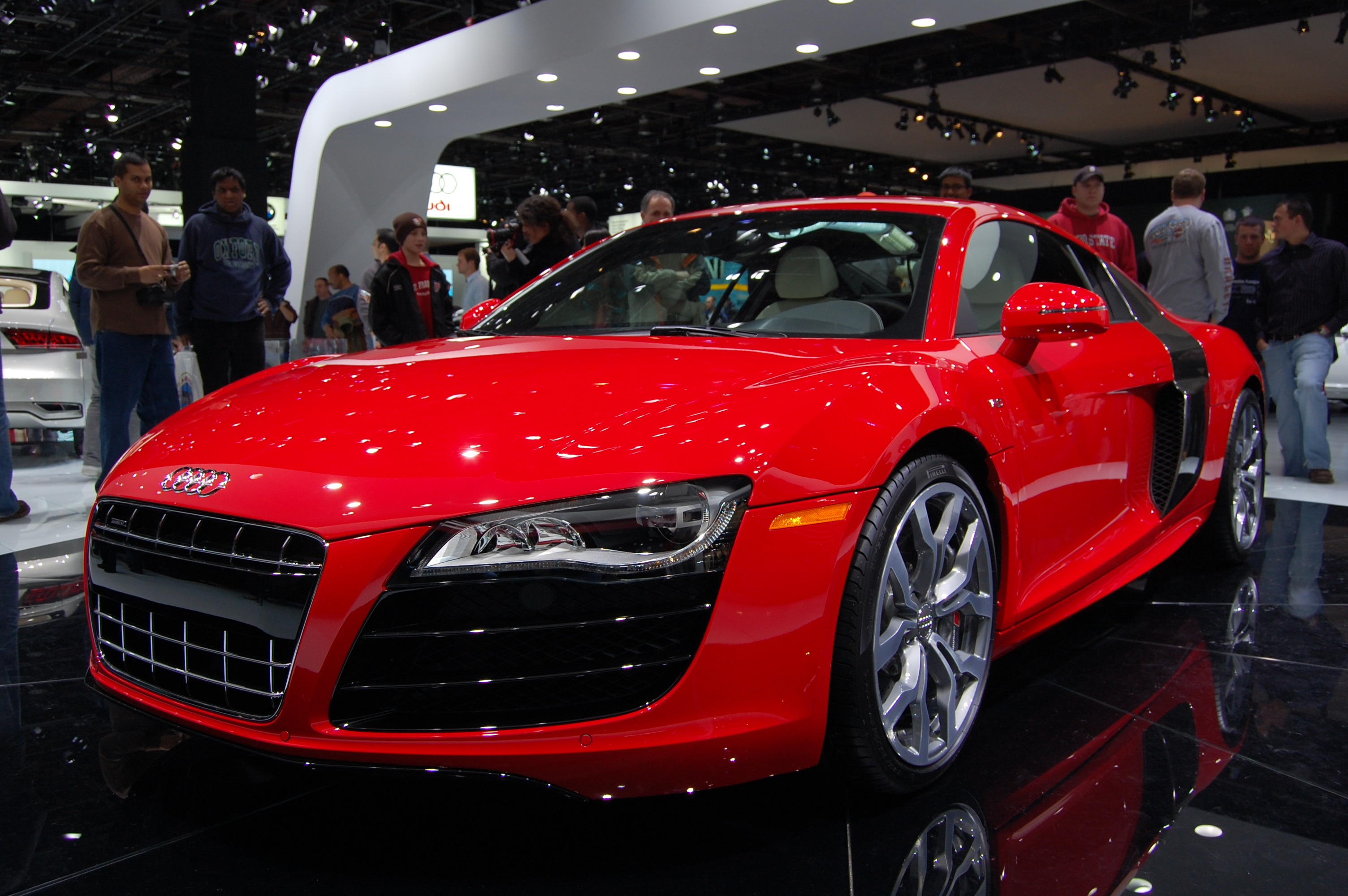
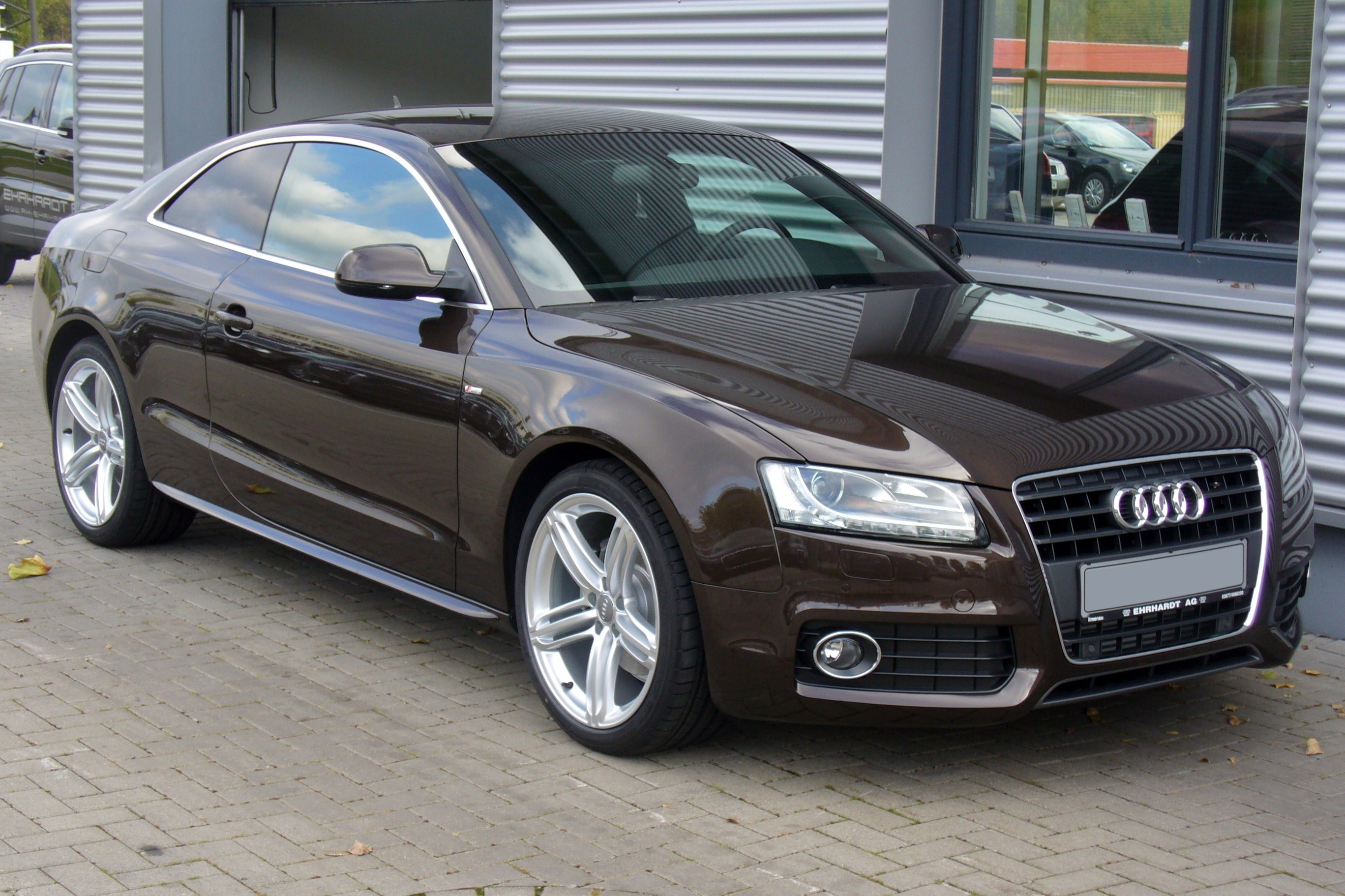
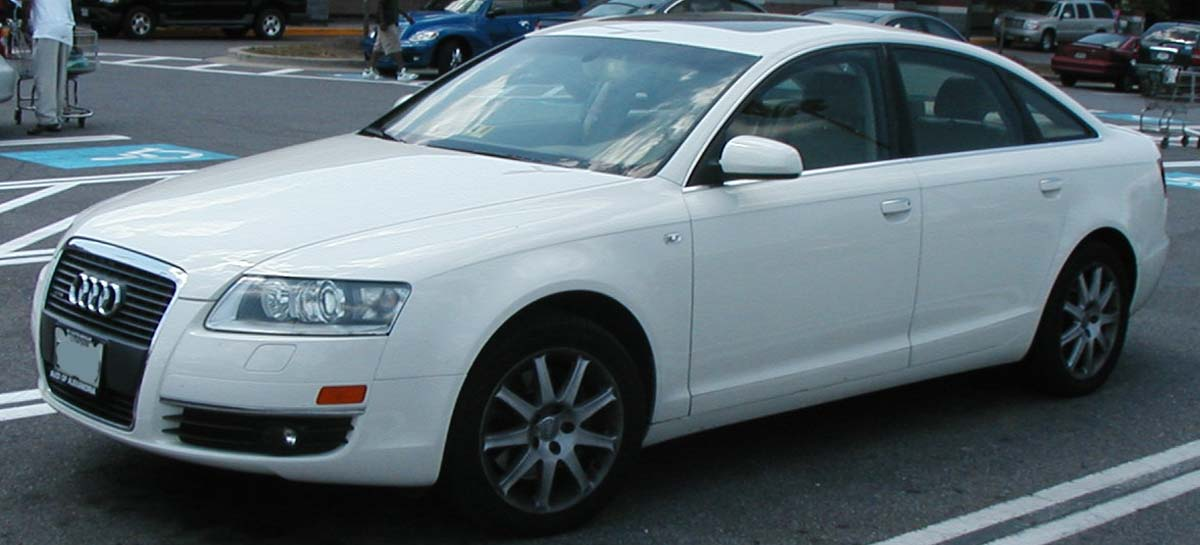

- Alfa Romeo Protéo (1991)
- Alfa Romeo 145/146 (1994)
- Alfa Romeo Nuvola (1996)
- Alfa Romeo 156 (1997)
- Alfa Romeo 147 (2000)
- Alfa Romeo 166 (1998)
- SEAT Salsa (2000)
- SEAT Tango (2001)
- SEAT Ibiza III (2002)
- SEAT Córdoba II (2002)
- SEAT Toledo III (2004)
- SEAT Altea (2004)
- SEAT León II (2005)
- Lamborghini Miura concept (2006)
- Lamborghini Egoista (2003)
- Audi Q7 (2005)
- Audi TT (2006)
- Audi R8 (2006)
- Audi A5 (2007)
- Audi A6 (2005)
- Audi A4 (2008)
- Audi A3 (Typ 8P/8PA) (2003)
- Audi Nuvolari Quattro (2003)
- Volkswagen up! (2011)
- Volkswagen Polo (2005)
- Volkswagen Polo (2009)
- Leica M9 Titanium

- Gemeinsame Normdatei: 129539368
- International Standard Name Identifier: 0000 0003 8591 1411
- Library of Congress Control Number: n2013076255
- Istituto Centrale per il Catalogo Unico: MILV252179
- Système universitaire de documentation: 237395363
- Virtual International Authority File: 42920122
- WorldCat: E39PBJdh4rVrfVk48Rt4QrW4bd